# Канатоходіння

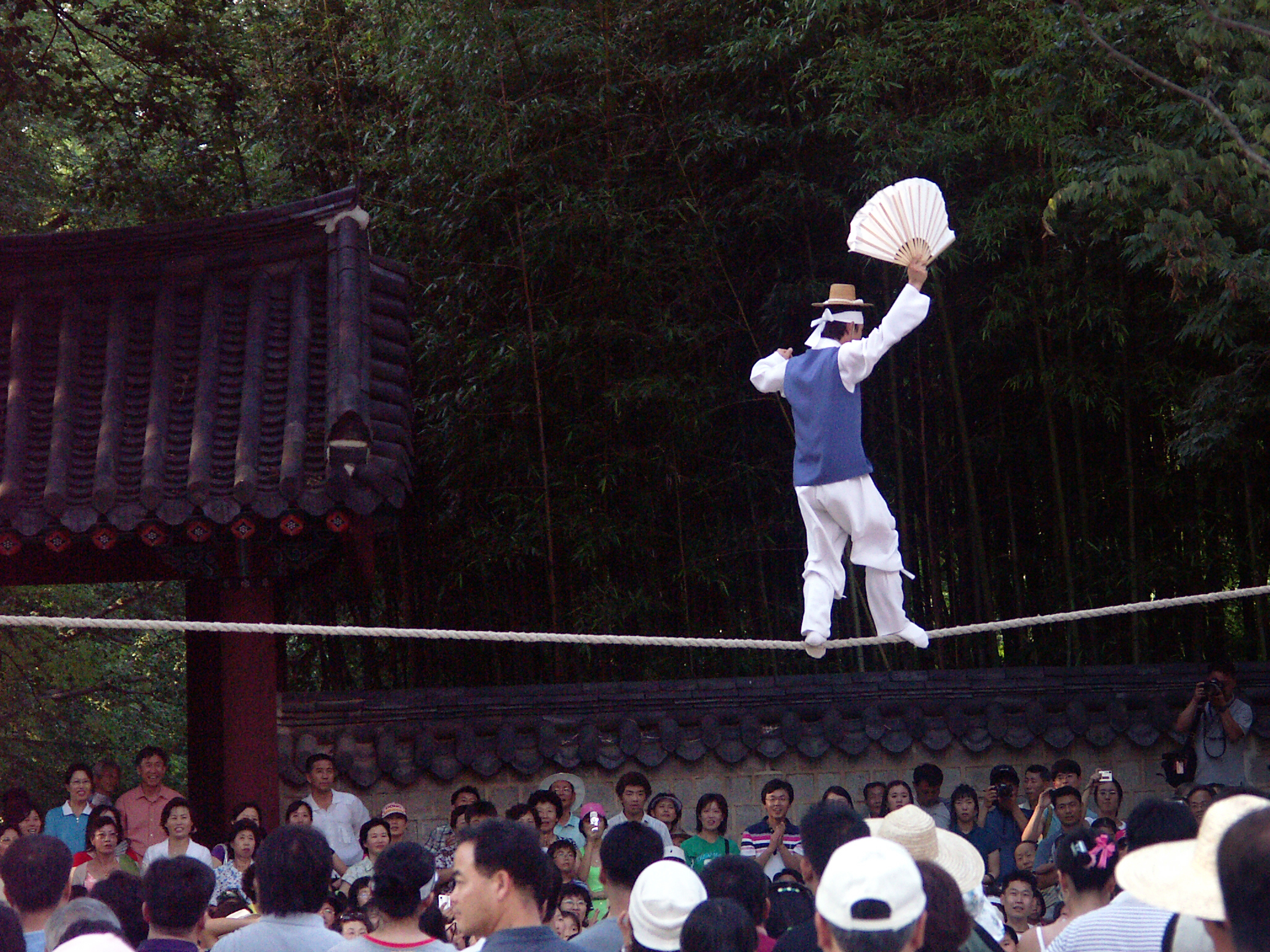
Корейське ходіння по канату.

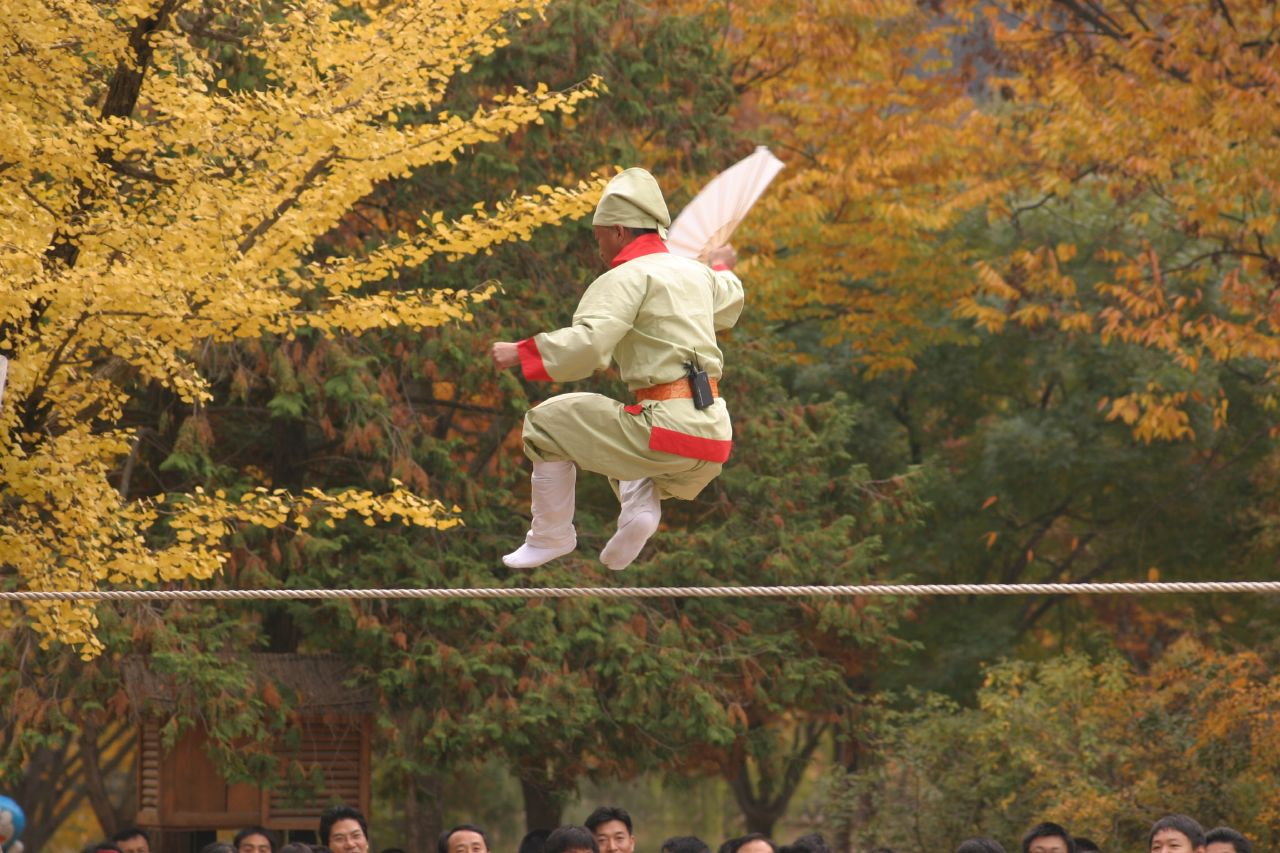
Корейське ходіння по канату.

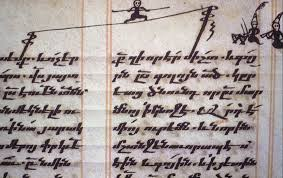
Ходіння по канату. Вірменський манускрипт, 1 688

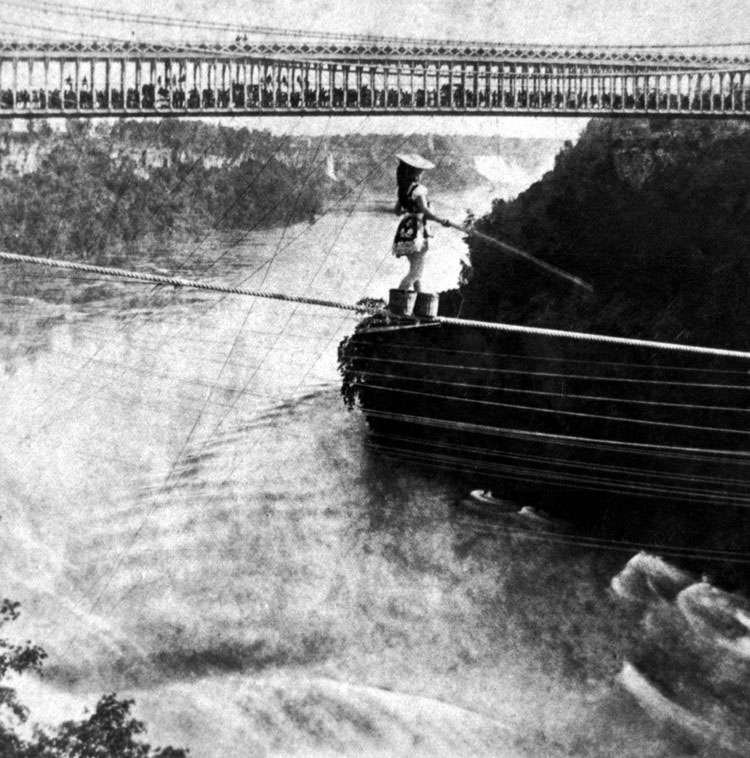
Марія Спелтерін перетинає Ніагарський водоспад 4 липня 1876.

Ходіння по канату — найбільш поширений різновид циркової еквілібристики. Еквілібристи можуть перетинати на канаті водоспади і прірви (в XIX столітті цим прославився Шарль Блонден), а можуть їздити по канату на велосипеді, іноді на досить значні відстані (світовий рекорд належить американцеві на ім'я Нік Валленда).

## Різновиди
- Натягнутий канат, жорстко натягнутий трос, зазвичай близько 1 см в діаметрі . Часто використовуються додаткові предмети для знаходження балансу (парасольку, віяло, жердину тощо). Як правило, виступи на натягнутому канаті включають в себе акробатику або жонглювання.
- Високий канат, те ж саме, тільки трос натягнутий на висоті понад п'ять метрів. Різновид «небесне ходіння», коли довгий трос натягнутий між висотними будівлями, скельними вершинами тощо. Часто проходження використовується, як промоакція до майбутнього виступу цирку.
- Вільна дротина, зазвичай тонка дротина або мотузка (3-6 мм), натягнута вільно. Відмінність від натягнутого каната в тому, що замість того, щоб тримати центр ваги тіла над канатом, тут артист повинен ногами підводити вільну дротину під свій центр ваги.
- Ходіння по стрічці (slackline), замість мотузки використовується слабо натягнута стропа 2.5-6 см, по якій часто ходять босоніж. Світовий рекорд проходження становить 1242 м в довжину. Часта складова частина в тренуваннях скелелазів.

## Відомі канатоходці
- Молодцов Федір Федорович[ru]
- Шарль Блонден[ru]
- Філіпп Петі
- Нік Валленда[ru]